# Посмертное рождение
Посмертное рождение, посмертная (постмотральная) репродукция — рождение ребёнка после смерти кого-либо из его родителей. 

## История
В подавляющем большинстве случаев под посмертным рождением ребенка понимается его рождение после смерти его отца. Правовые последствия такого рождения описывались уже в древних правовых актах (Законы двенадцати таблиц, Дигесты Юстиниана). Так, в Законах XII таблиц за зачатым, но еще не родившимся ребенком (насцитур) признавалось право наследования на имущество отца, умершего во время беременности матери; применялся принцип «Posthumus pro nato habetur» — «Ребёнок, родившийся после смерти отца, считается рожденным до его смерти».
В Семейном кодексе Российской Федерации и праве других государств предусмотрена презумпция отцовства мужа матери — если ребёнок родился в течение определённого срока с момента смерти мужа матери ребёнка, то он признаётся его отцом, если не доказано иное.

## Вспомогательные репродуктивные технологии и новые правовые проблемы
Развитие вспомогательных репродуктивные технологий создало новые правовые проблемы — теперь не только рождение, но и зачатие ребёнка может происходить после смерти его отца (а иногда и биологической матери), так как замороженные гаметы могут храниться в соответствующих условиях достаточно длительное время.   
Например, возникает вопрос о том, может ли женщина распорядиться замороженными гаметами умершего мужа или сожителя, чтобы зачать и родить от него ребёнка. Так, в Великобритании в 2002 году вдова требовала через суд получения замороженных гамет умершего мужа, однако ей было в этом отказано, поскольку накануне своей смерти он отозвал свое согласие на распоряжение женой его гаметами после смерти. При этом истица утверждала, что согласие супруга было отозвано под давлением одного из медработников, но суд всё равно отказал ей, потому что, как он указал, намерение мужа было полностью понятным. В США 48-летний мужчина покончил с собой, а незадолго до этого он поместил на хранение в криобанк свои гаметы и оставил право распоряжаться ими своей сожительнице, которая, по его мнению, хотела бы родить от него ребенка. Однако против этого возражали взрослые дети мужчины от предыдущего брака. В итоге всё же Апелляционный суд Калифорнии в 1993 году постановил передать генетический материал умершего его сожительнице. Во Франции в 1984 году 24-летний мужчина перед прохождением курса химиотерапии сдал на хранение в криобанк свою сперму, не оставив никаких распоряжений относительно её использования в случае своей смерти. Через два года этот человек умер, а его вдова потребовала передать ей сперму покойного для проведения искусственной инсеминации, но получила отказ. Она обратилась в суд, который определил сперму умершего как «семя жизни», условие реализации права человека на продолжение рода и присудил передать её вдове.
Технически возможно в некоторых случаях и посмертное получение гамет у уже умершего человека (сперма может быть извлечена в течение 72 часов после смерти, яйцеклетки — в течение нескольких часов). Так, австралийка Джоселин Эдвардс добилась права изъять и криоконсервировать гаметы мужа, погибшего за два дня до подписания документов, необходимых для проведения экстракорпорального оплодотворения (ЭКО).  
Известно российское судебное дело о посмертном рождении ребёнка с помощью суррогатного материнства. Артём Климов умер от рака в 2009 году, оставив после себя несколько пробирок со своей криоконсервированной спермой. Его мать Наталья Климова подобрала донора ооцитов и суррогатную мать, и в 2010 году таким образом суррогатная мать родила ей внука. Но возникли сложности при оформлении свидетельства о рождении этого ребёнка, и Наталья Климова обратилась в Смольнинский районный суд Санкт-Петербурга с иском о признании отказа выдачи свидетельства о рождении незаконным. Суд указал, что «действующее законодательство не содержит запрета на регистрацию рождения ребенка, рожденного в результате имплантации эмбриона другой женщине в целях его вынашивания, одинокой матерью данного ребенка», и обязал орган ЗАГС произвести государственную регистрацию рождения ребенка с указанием в качестве матери Натальи Климовой, а сведений об отце — по её указанию, обратив решение к немедленному исполнению (Смольнинский районный суд г. Санкт-Петербурга, решение от 6 октября 2010 г. по гражданскому делу №2-3927/10).
Возникают также вопросы о наследственных правах посмертно зачатых детей. Например, по законодательству Флориды, если ребенок был зачат после смерти умершего, то он не имеет прав на его наследственное имущество, кроме случаев, когда умерший давал согласие на такое зачатие. Необходимо также учитывать, что появление наследника через неопределенно продолжительное время после открытия наследства способно подорвать стабильность права собственности, уже возникшего у прочих наследников, и совершенных ими сделок с унаследственным имуществом. Поэтому в ряде государств (Великобритнаия, Израиль, Нидерланды) законы предусматривают, что запись об отце в свидетельстве о рождении не предоставляет ребенку, зачатому после смерти отца, права наследования.
Также, начиная с 1990-х годов, в США получили распространение судебные дела по требованиям матерей детей, зачатых после смерти их отцов, о получении такими детьми социальных выплат в связи с потерей кормильца (Social Security Survivers Benefits). Согласно федеральному законодательству США, регулирующему такие выплаты, при решении вопроса о том, является ли заявитель ребенком застрахованного, подлежит применению тот же закон, что применялся бы судом при определении права на наследование по закону после умершего. Основной подход, воспринятый впоследствии наследственным законодательством, был выработан Верховным судом Массачусетса по делу Woodward v. Commissioner of Social Security (2002 г.). Он обозначил несколько условий, соблюдение которых позволяет посмертно зачатым детям наследовать после своего генетического родителя, поскольку в соответствии с законодательством этого штата наследовать по закону могут «посмертные дети» наследодателя без какого-либо ограничения срока их рождения после открытия наследства. В России аналогичное дело в 2025 году рассмотрел Конституционный суд РФ. При проведении ЭКО гражданка использовала криоконсервированные клетки умершего супруга, но после рождения таким образом детей ей отказали в назначении пенсии по потере кормильца исходя из того, что дети не находились на иждивении умершего, а, значит, она не могла рассчитывать на его доходы при зачатии детей. Она пыталась обжаловать этот отказ в судебном порядке, но безуспешно. В итоге Конституционный Суд РФ обязал предусмотреть для таких детей после установления отцовства их умершего родителя пенсию либо иные сопоставимые меры социальной поддержки и указал, что до внесения изменений в законодательство такие дети должны получать пенсию по потере кормильца.

## Рождение ребёнка после смерти матери
Известны редкие случаи рождения ребёнка с помощью кесарева сечения после того, как его мать умерла при родах. Например, так в XIII веке родился будущий кардинал Раймунд Ноннат. В настоящее время медицинские технологии позволяют поддерживать жизнеобеспечение беременной женщины в течение нескольких недель после смерти мозга, чтобы плод смог развиться до жизнеспособного состояния.
Не следует путать с такими случаями так называемые посмертные роды, при которых происходит освобождение матки мёртвой беременной женщины от плода через родовые пути из-за давления гнилостных газов, которые образуются внутри её брюшной полости. Случаи выживания новорожденных при этом неизвестны.